# Вознесенский археологический комплекс
Вознесенский археологический комплекс — средневековое наземное каменное сооружение, обнаруженное в ходе раскопок под руководством В. А. Гринченко в 1930 г. вблизи села Вознесенка (ныне в черте города Запорожье) в рамках Днепрогэсовской историко-археологической экспедиции. Множество найденных предметов (в том числе драгоценных) получили название «вознесенского» («кичкасского») клада. Были найдены железное оружие и снаряжение воинов (мечи, наконечники стрел, ножи), конская сбруя (стремена, удила) и драгоценные украшения (золотые пластинки от ножен мечей, серебряные фигуры орла и льва).

## История обнаружения
Раскопки проводились на промплощадке «А» восточнее села Вознесенка на месте строительства будущего металлургического комплекса. Место, где был найден в 1930 г. памятник, соответствует современной промышленной зоне на участке между комбинатом «Запорожсталь» и Запорожским заводом сварочных флюсов и стеклоизделий. В то время это место значительно возвышалось над окружающей местностью, однако при строительстве заводов вершину холма сравняли, его высота уменьшилась. Одним из членов Днепрогэсовской экспедиции был археолог Михаил Миллер. Непосредственно Вознесенский памятник он не раскапывал, однако опубликовал о нём работу в 1951 году.
На территории могильника был обнаружен замкнутый вал, который состоял из камней, наваленных без каких-либо признаков кладки, вперемешку с землёй. Обнаруженное в результате раскопок каменное сооружение имело форму прямоугольника (длиной 82 м и шириной 51 м) с закруглённой одной из меньших сторон.
В восточной части площадки был обнаружен огороженный каменный круг диаметром 6 м, а в двух ямах возле него были найдены около 1600 артефактов VII века. Рядом с предметами открыто одиннадцать захоронений более раннего происхождения.
Общий вес найденных золотых предметов составляет 1,2 кг. Среди них ножны (3 штуки), украшенные золотом, множество частей конской сбруи, серебряные фигуры орла и льва (которые рассматриваются как навершия византийских боевых знамён), четыре железных меча, инкрустированные золотом. Также найдены кости животных, в основном лошадиные.
В восточной части объекта обнаружена площадка меньших размеров — 3,5×2,5 м, почва которой на глубину до 35 см имеет следы огня.
Вознесенский комплекс относят к позднейшим памятникам традиции, представленной Перещепинским кладом.
Большинство рядовых предметов комплекса (156 единиц) — железная конская сбруя, ножи, наконечники стрел, фрагмент кольчужной сетки — хранятся в Днепровском национальном историческом музее, несколько предметов — в Харьковском историческом музее и главная реликвия — серебряный орёл — в Запорожском краеведческом музее. Большинство золотых и серебряных предметов, которые находились в Харьковском историческом музее, были утеряны в 1941 году. Серебряный орёл в 1983 году был возвращён из Харькова в Запорожский областной краеведческий музей благодаря настойчивости директора музея Г. И. Шаповалова.

## Датировка
- B. А. Гринченко в посмертно опубликованной статье — первичной публикации комплекса, отредактированной и подготовленной к печати А. Т. Смиленко[8], относит комплекс к периоду «не ранее 668 года» на основании крайней возможной даты чеканки монет Константа II из Келегей, Малой Перещепины, Новых Санжар и Макуховки, в которых он обнаруживает самые близкие аналогии с материалами Вознесенки[9]. Затем на основе возможного запаздывания монет в этих комплексах автор конкретизировал дату — кон. VII — нач. VIII века[9]. Хрисимов полагает, что дата VIII век в названии работы Гринченко появилась после редакции А. Т. Смиленко, поскольку в записках В. А. Гринченко в названии значится «VII в.»[10][11]
- С датировкой клада VIII в. согласен Б. А. Рыбаков, не приводя отдельной аргументации[12]
- Л. А. Мацулевич пишет: «… Предметы находки могут быть отнесены по общему характеру, по формам и по орнаментации ко второй половине VII в. или к рубежу VII—VIII вв.» Немного выше в тексте автор уточняет, что перекрестья «сабель» типичны для VII в., а дата других предметов находки не уточняется[13].
- C. А. Плетнёва относит комплекс к салтово-маяцкой культуре, «примерно к VIII в.», исходя из обнаруженной в нём серолощеной керамики, амфор и конских костей[14]
- А. Т. Смиленко датирует Вознесенку кон. VII—VIII в., опираясь на комплексы Малой Перещепины, Новых Санжар, Келегей и Макуховки и на обнаруженные в них монеты, чеканенные в период 582—668 гг. Определив общую дату памятников перещепинского типа, она пишет, что самой поздней датой их сооружения следует принять кон. VII—VIII в[15].
- А. К. Амброз представил Вознесенку как ведущую находку в выделенной им VI группе степных памятников. Как указывает сам автор, эти памятники объединены только по хронологическому признаку и отнесены им к 1-й пол. VIII в.[16]
- Ч. Балинт[венг.] относит комплекс к 1-й пол. VII в., ссылаясь на небольшие колокольчики, которые, по его мнению, являются хронологическим индикатором VII в. в Карпатской низменности, а также основываясь на тесном родстве с раннеаварскими комплексами (не указывается, с какими конкретно). По его мнению, комплекс не имеет ничего общего с позднеаварскими и салтовскими находками[17].
- Придерживаясь версии о захоронении князя Святослава, М. А. Миллер, Г. И. Шаповалов, А. В. Билецкий относят комплекс к X веку[18].

## Предназначение комплекса
Гринченко связывал памятник со славянами или хазарами. Также в связи с хазарами рассматривают памятник Артамонов (1970), Айбабин (1985). Связь с болгарами отстаивают Корзухина (1955), Димитров (1987); существуют версии, что захоронение принадлежит болгарскому хану Аспаруху (VII в.). Связь памятника со славянским князем Святославом Игоревичем (X в.) отстаивает Шаповалов (2014). Предназначение комплекса не выяснено, так как гипотеза погребального памятника археологическими данными не подтверждена, отсутствуют человеческие кости и свидетельства трупосожжения.
Одна из гипотез рассматривает комплекс как укреплённый центр. Однако отсутствие свидетельств постоянного проживания и малые размеры обрамляющего вала не могут подтвердить это предположение. Другая гипотеза относит комплекс к памятным знакам, аналогичным тюркским сооружениям Центральной Азии.
Из результатов раскопок В. А. Гринченко следует, что на месте комплекса располагался военный лагерь, прикрывавший переправу через Днепр. Большинство авторов приписывает Вознесенский клад тем или другим кочевникам (аварам, болгарам, хазарам, или иным тюркам).

## Версия о захоронении князя Святослава
Версия о том, что комплекс является местом захоронения князя Святослава Игоревича выдвинута в работе М. Миллера (1946, переиздана в 1951). Её поддержали Ю. Шилов (2001), Г. Шаповалов (2002, 2003), А. Билецкий (2012). Со ссылкой на этих исследователей утверждение о тождестве Вознесенского комплекса могиле Святослава начало широко тиражироваться в трудах далёких от археологии представителей гуманитарных наук, а после его повторения Г. Лозко — ещё и получило распространение в среде т. н. «родноверов». Благодаря активной пропаганде гипотезы М. Миллера директором Запорожского областного краеведческого музея Г. Шаповаловым в газетах и популярных изданиях, она настолько прочно закрепилась в краеведческой литературе, что в 2005 году на Вознесенской горке города Запорожье был установлен памятник князю Святославу (работы российского скульптора В. Клыкова), таким образом, окончательно выполнив завещание М. Миллера, что «на том же месте должен быть построен памятник украинскому князю — рыцарю Святославу».
Версия М. Миллера и его последователей раскритикована А. Комаром (2014). В своей более поздней работе (1956) М. Миллер уже не считал комплекс могилой князя Святослава, а связывал его с северно-кавказской культурой и антами.

## Версия о захоронении хана Аспаруха
Ваклинов в 1977 году выдвинул версию, что вознесенский комплекс мог быть частью похорон хана Аспаруха.
В 1984 году вышла монография Й. Вернера в которой рассматривалась версия о принадлежности перещепинского клада вождю уногундуров Кубрату. Поскольку многие предметы соотносятся с аналогичными, найденными в Перещепинском кладе то появилась версия о том, что вознесенский комплекс относится к болгарскому хану Аспаруху, сыну Кубрата.
Хотя эта версия не популярна в болгарской академической среде, она популярна в болгарских патриотических кругах.
В частности, её отстаивают публицист-археолог Георгий Костов, журналист Пламен Петков в телевизионном фильме BTV «Българите. Стара Велика България». По утверждению Пламена Петкова, серебряный орёл, держащий в лапах змею, достался хану Аспаруху в качестве трофея при разгроме византийского войска Константина IV в 680 г.н. э. Выдвигается версия, что на груди орла выбит трилистник — знак рода Дуло, а находящаяся монограмма расшифровывается как «Эспор» (то есть Исперих-Аспарух).
Для версии об отношении комплекса к Аспаруху характерно что из множества найденных вещей делается упор лишь на статуэтке орла, которая однако, обычно объясняется как эмблема византийского военного соединения. Чтение монограммы как «Эспор» является крайне спорным, а наиболее вероятно, что монограмма на орле византийская.
В 2011 году Национальный исторический музей Болгарии получил в дар копию орла сделанную по инициативе украинского болгарина Ивана Плачкова.
Памятник, памятная доска Аспаруху в Запорожье
По инициативе Николая Габера рядом с запорожским телецентром в августе 2002 года был установлен памятник Аспаруху. Открытие памятника сопровождалось митингом-реквиемом и возложением цветов. Однако памятник был установлен без соответствующего землеотвода и позже был демонтирован и увезён на территорию Запорожского краеведческого музея.
В 2010 году на площади Профсоюзов, 2 по инициативе областного союза болгарской культуры и движения за сохранение исторической памяти болгар была открыта мемориальная доска хану Аспаруху. В 2012 году на территории компании «Запорожкокс» был открыт памятный знак о месте, где Гринченко обнаружил комплекс. Памятный знак при этом был украшен знаком рода Дуло как свидетельство болгарского происхождения захоронения (по аналогии с памятником Кубрату в Малой Перещепине).
Памятник Аспаруху в Стрелче
В 2011 году в болгарском городе Стрелча был установлен памятник Аспаруху. На щите Аспаруха изображён орёл из Вознесенского комплекса.